# Stockbridge (Georgia)
Stockbridge – miasto w Stanach Zjednoczonych, w stanie Georgia, w hrabstwie Henry.